# Morena (geologia)

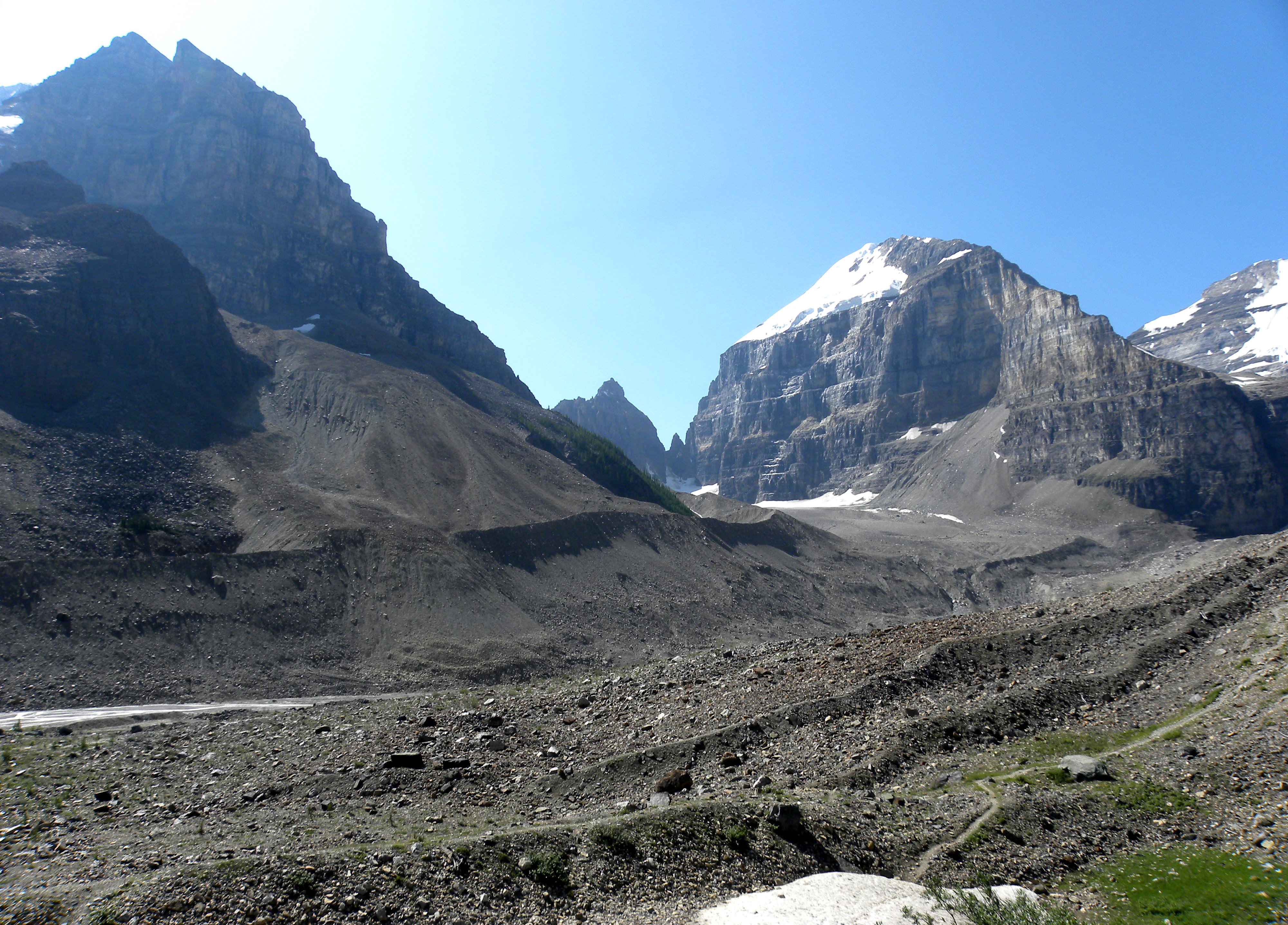
Moreia no lago Louise

Uma morena ou moreia é qualquer acúmulo de detritos não consolidados (regolito e rocha), que ocorre em regiões atualmente e anteriormente glaciadas e que foi anteriormente transportado por uma geleira (português brasileiro) ou glaciar (português europeu) ou manto de gelo. Pode consistir em partículas parcialmente arredondadas que variam em tamanho de pedregulhos (nesse caso, muitas vezes é referido como argila de pedregulhos) até cascalho e areia, em uma massa de solo de material argiloso finamente dividido, às vezes chamado de farinha glacial. As morenas laterais são aquelas formadas ao lado do fluxo de gelo, e as morenas terminais foram formadas no sopé, marcando o avanço máximo da geleira. Outros tipos de morenas incluem morenas terrestres (até-áreas cobertas formando lençóis em topografia plana ou irregular) e morenas medianas (morenas formadas no encontro de duas geleiras).

## Etimologia
A palavra morena é emprestada do francês morena, que por sua vez é derivado do italiano morena da Saboia ("monte de terra"). Morena, neste caso, foi derivada do provençal morre ("focinho"), em si do latim vulgar *murrum "objeto arredondado". O termo foi introduzido na geologia por Horace Bénédict de Saussure em 1779.

## Formação
A morena pode se formar através de uma série de processos, dependendo das características do sedimento, da dinâmica no gelo e da localização na geleira em que a morena é formada. Os processos de formação de morena podem ser vagamente divididos em passivos e ativos.
Processos passivos envolvem a colocação de sedimentos supraglaciais caóticos na paisagem com retrabalho limitado, tipicamente formando morenas hummocky. Estas morenas são compostas por sedimentos supraglaciais da superfície do gelo.
Processos ativos formam ou retrabalham sedimentos de morena diretamente pelo movimento do gelo, conhecido como glaciotectonismo. Estas formas empurram morenas e moinas de bloco de impulsão, que são frequentemente compostas de sedimentos proglaciais retrabalhados e retrabalhados.
A morena também pode se formar pelo acúmulo de depósitos de areia e cascalho de correntes glaciais que emanam da margem de gelo. Esses depósitos de ventiladores podem se aglutinar para formar um longo banco de morena marcando a margem de gelo. Vários processos podem se combinar para formar e retrabalhar uma única morena, e a maioria das morenas registra um continuum de processos. A reelaboração de morenas pode levar à formação de depósitos de ouro, como é o caso do sul do Chile.

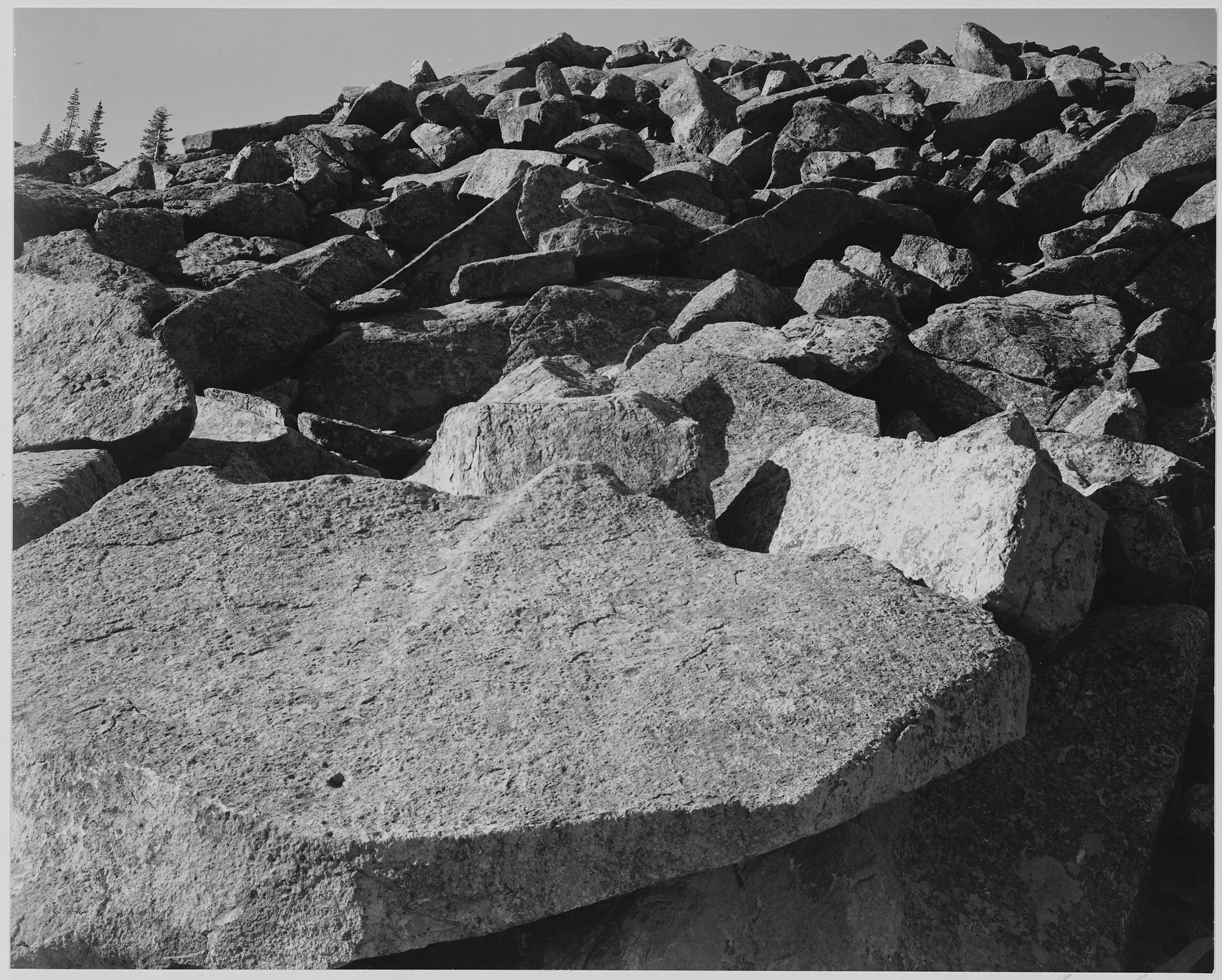
Morena no Parque Nacional das Montanhas Rochosas, tomada por Ansel Adams em 1941.
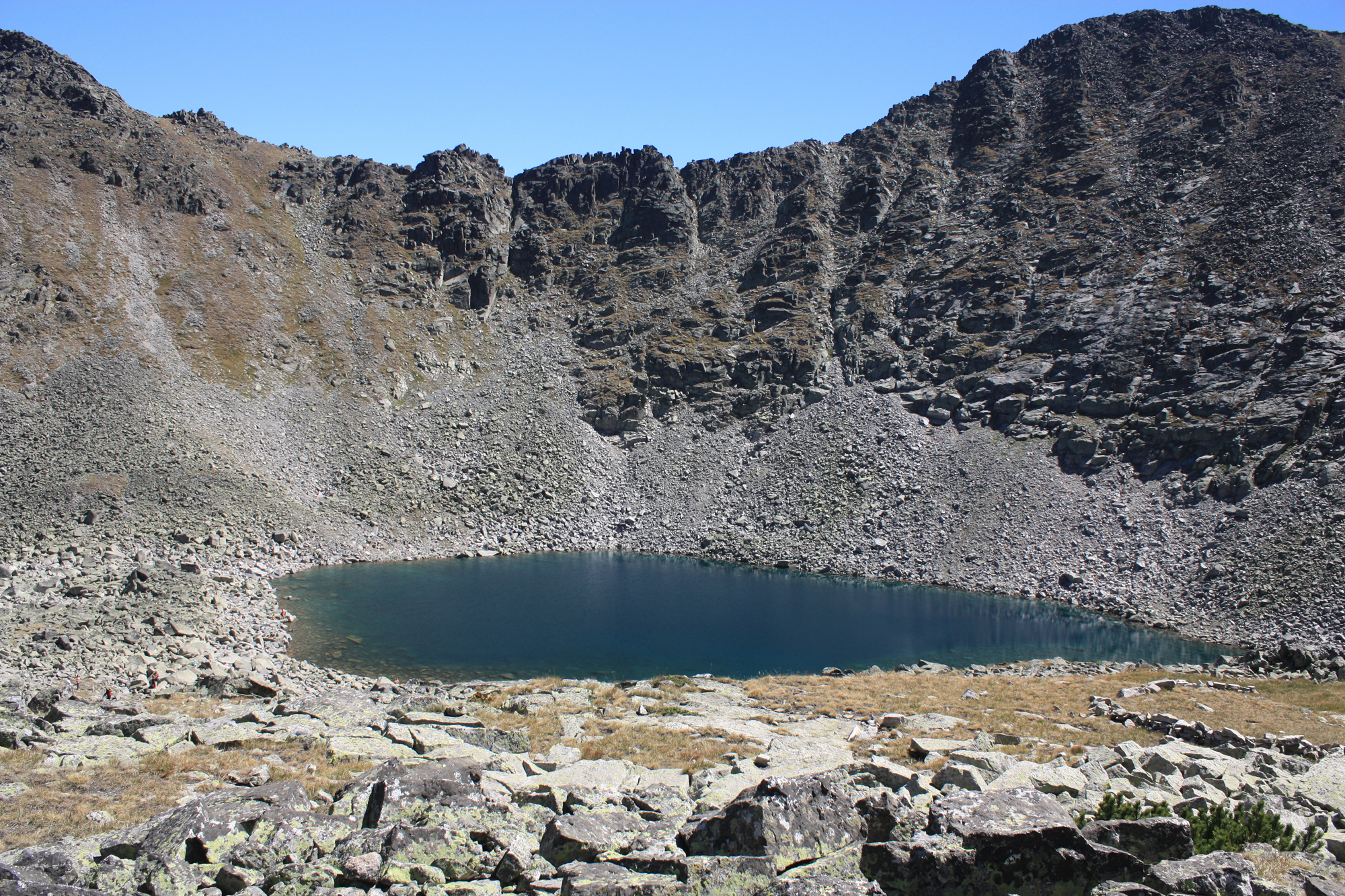
Morena ao redor do lago Icy (2709 m), logo abaixo do pico Musala (2925 m) na Montanhas Rila, Bulgária.
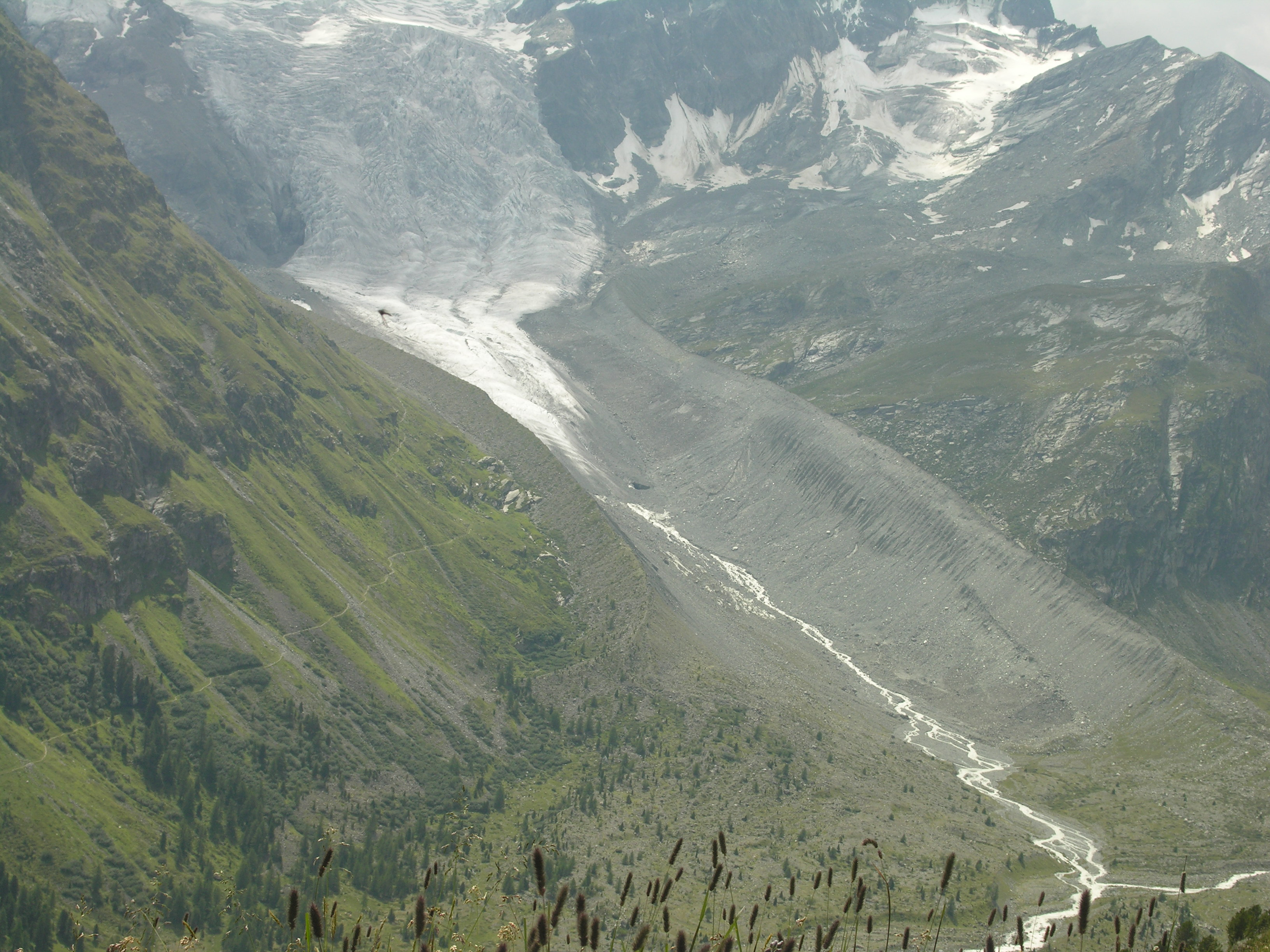
Morena laterais de uma geleira em recuo em Engadina.
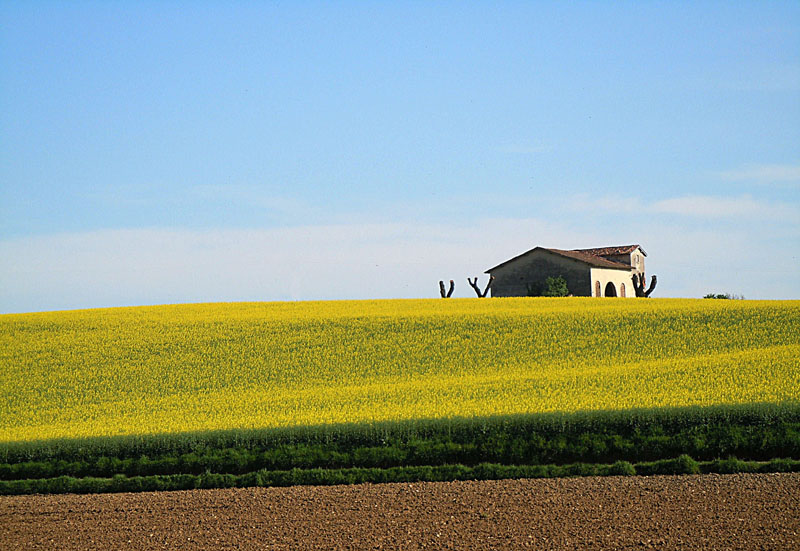
Morena do Lago de Garda.